# Il giorno della mia festa
Il giorno della mia festa è un singolo della cantante italiana Marina Rei, pubblicato nel 2002 come primo essere estratto dal quinto album in studio L'incantevole abitudine. Il brano ha partecipato al Festivalbar 2002 e ha ottenuto un buon successo radiofonico.

## Video musicale
Il video musicale è stato prodotto da Francesca Chiappetta e diretto da Luca Merli per la Neue Sentimental Film. Vengono mostrati la Rei e il suo staff impegnati in sala d'incisione.

## Tracce
1. Il giorno della mia festa
2. Qualcuno con cui restare
3. Sono io (il peggiore)